# Parque Municipal de Orriols

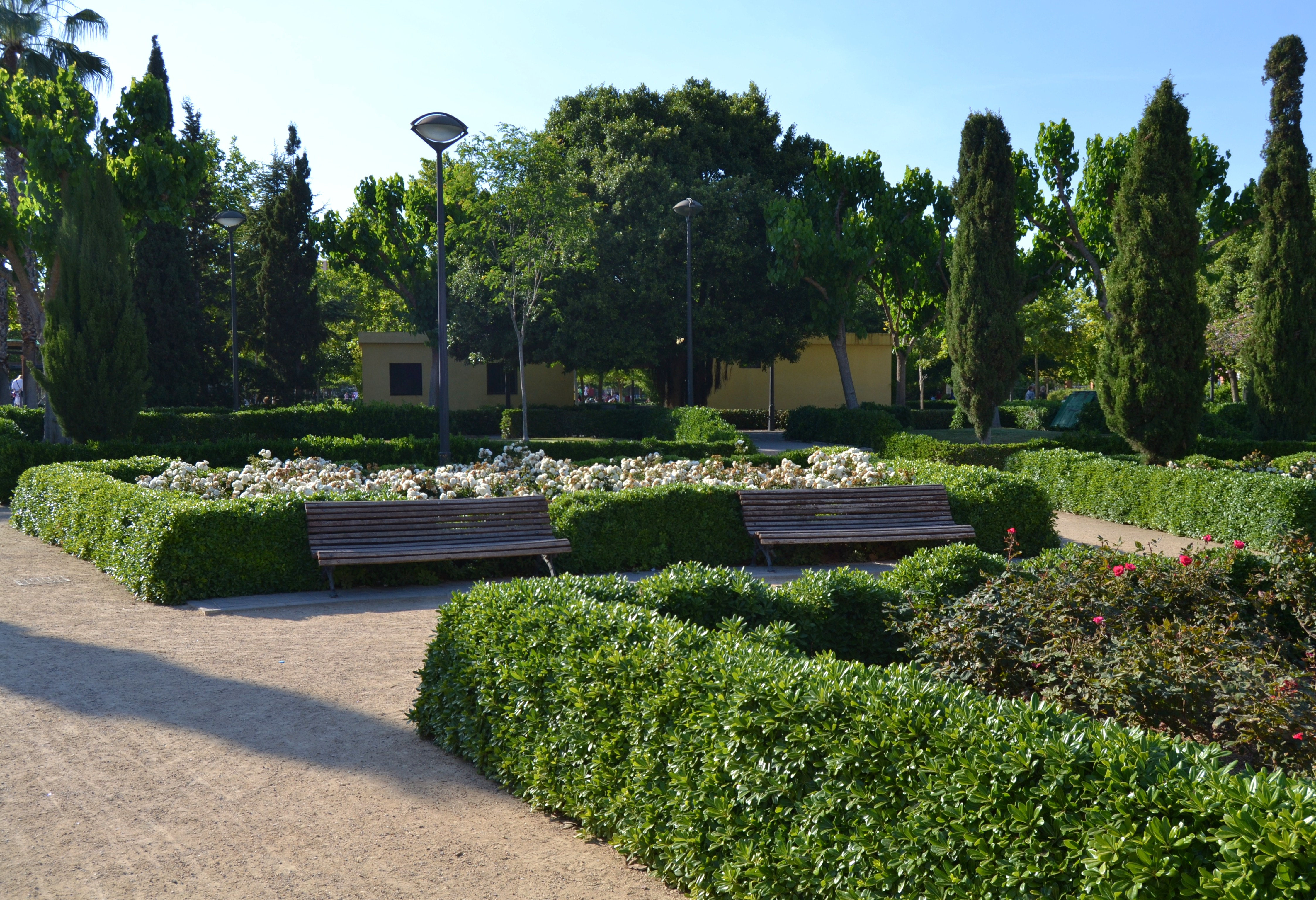
Parque Municipal de Orriols

El parque municipal de Orriols o jardín de Orriols es un parque público de Valencia situado al norte de la ciudad, en el barrio de San Lorenzo. Tiene forma de una L invertida. Está al lado del estadio Ciudad de Valencia y próximo a la avenida de Alfauir. Está comunicado con la línea 6 del tranvía que para en la estación de Orriols y en la estación de Estadio Ciudad de Valencia. Está rodeado por la calle Santiago Rusiñol al norte, la calle de la Santa Genoveva Torres al este, la calle de San Vicente de Paúl al oeste y la calle del Arquitecto Tolsá al sur.
El parque, de unas 3,2 hectáreas fue inaugurado en 2000.